# حياة ريجنسي أورلاندو
حياة ريجنسي أورلاندو هو فندق ضخم متصل مباشرة بمركز مقاطعة أورانج للمؤتمرا قرب أورلاندو، فلوريدا. الفندق يتكوّن من 32 طابق و1641 غرفة، وكان قد بني في العام 1986 باسم بيبودي أورلاندو، كتوسع للعلامة التجارية من فندق فندق بيبودي في ممفيس، تينيسي.

## معرض صور

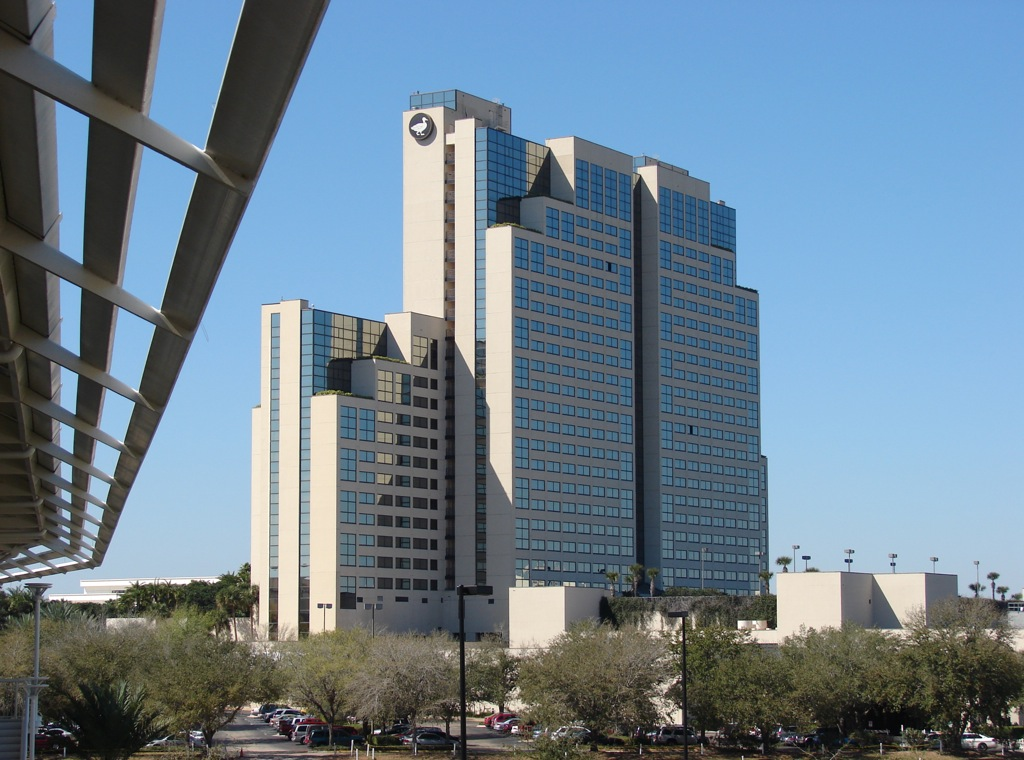
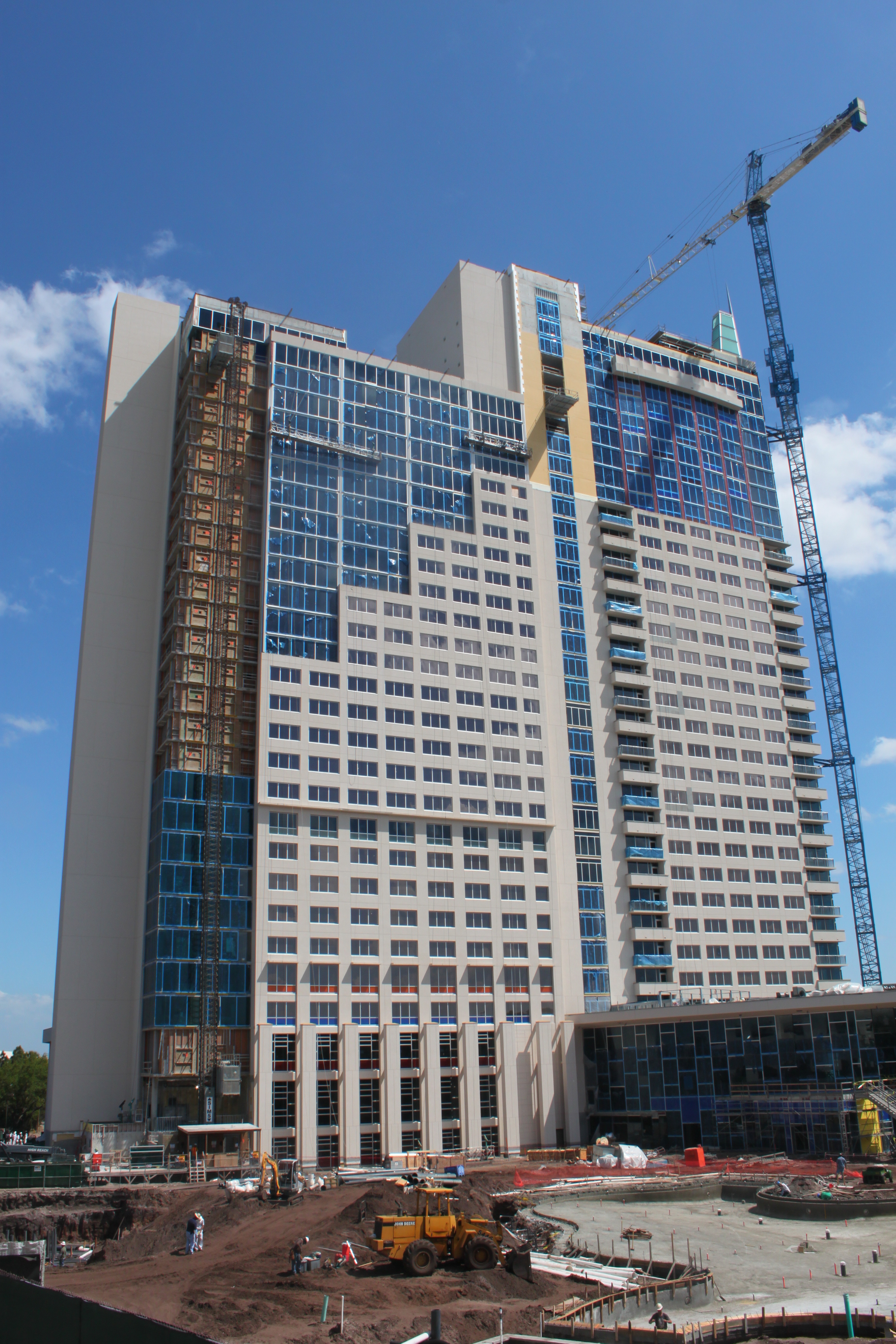
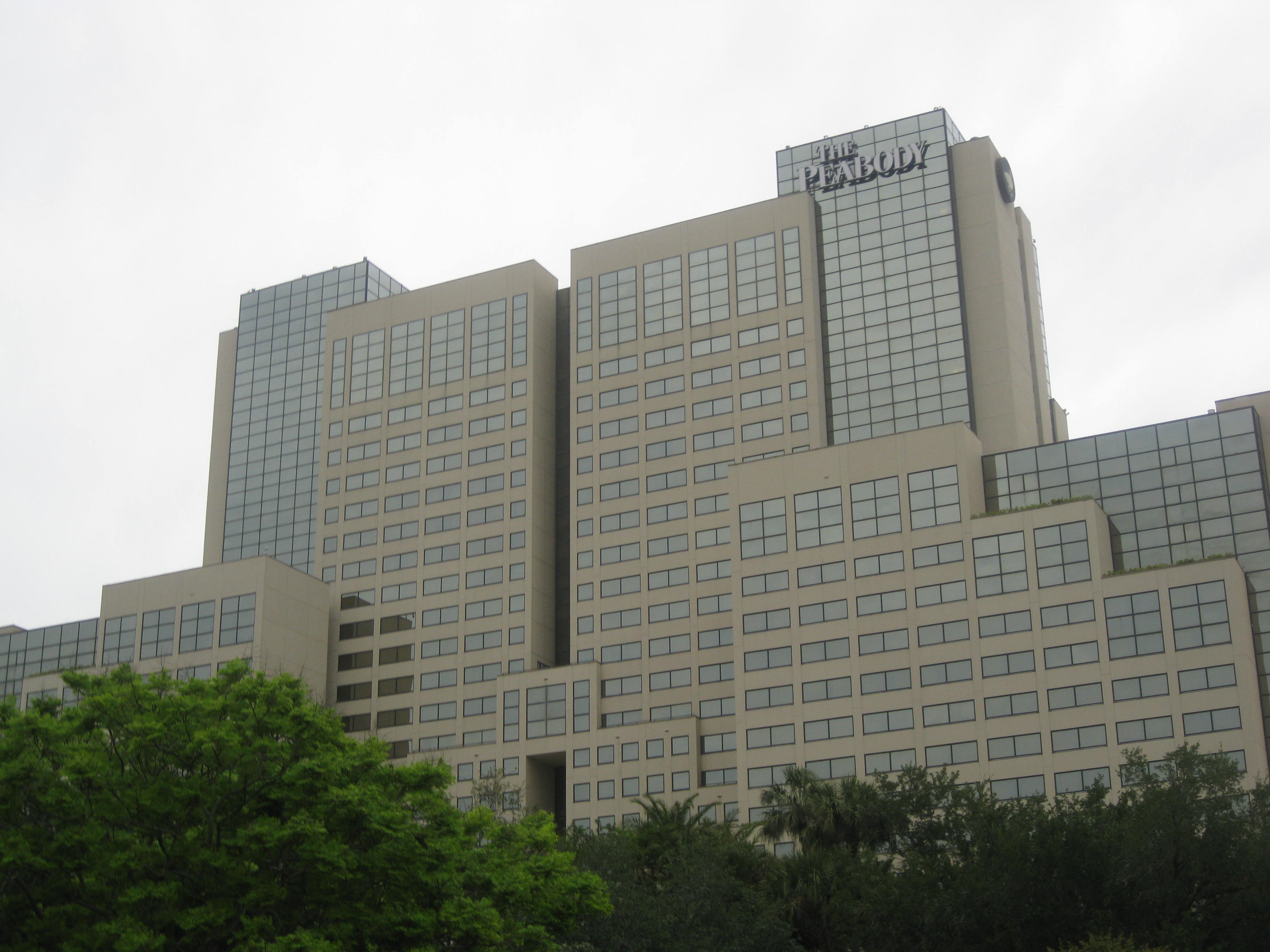
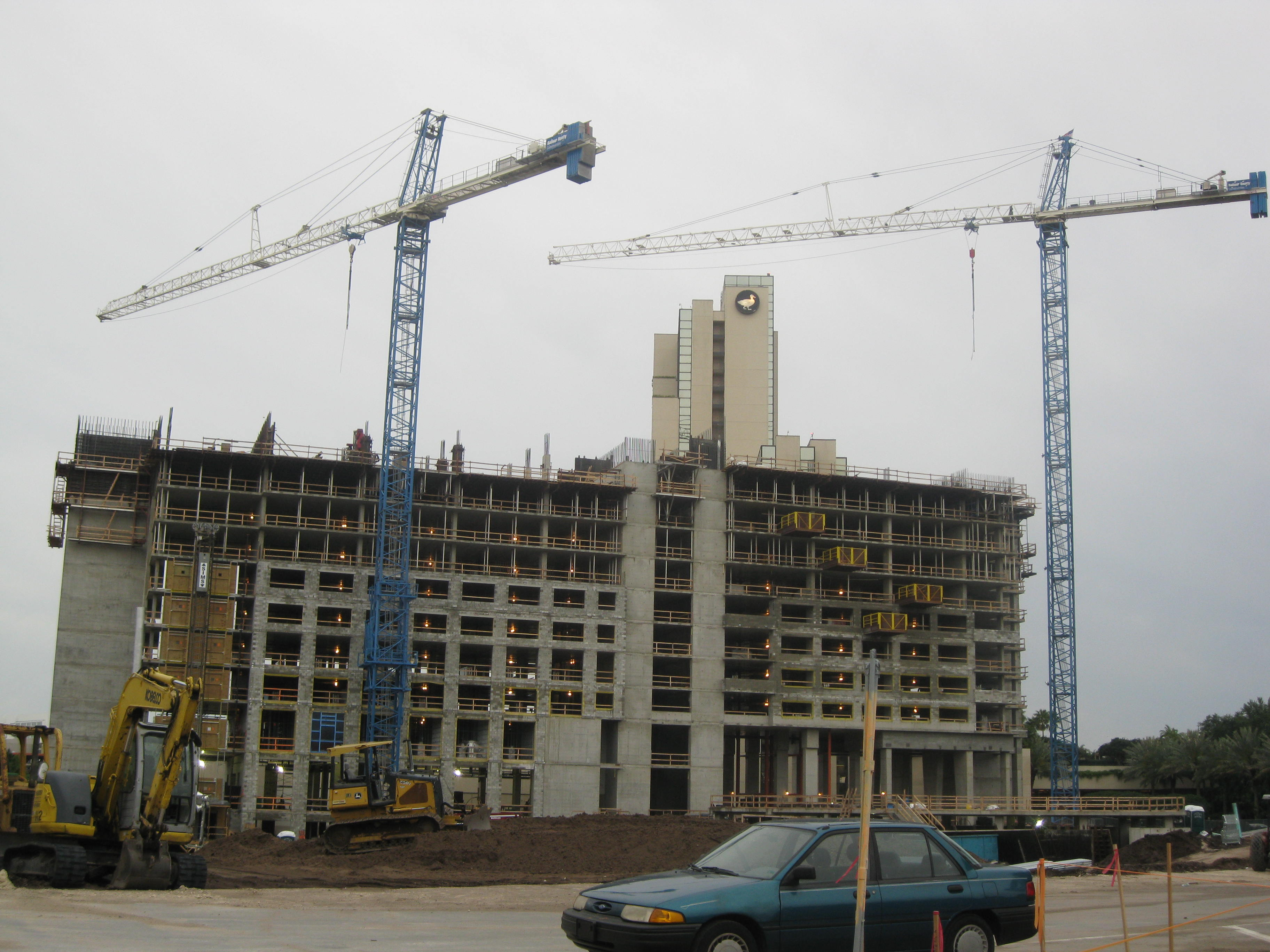

## روابط خارجية
- Official website[وصلة مكسورة]

‌